# Cape York Peninsula Aboriginal Land
Als Cape York Penisula Aboriginal Land (CYPAL) oder auch Cape York Peninsula National Parks wird seit 2008 eine neue Klasse von Nationalparks auf der Cape-York-Halbinsel in Queensland, Australien genannt.

## Entwicklung
Am 2. November 2007 wurde der Cape York Peninsula Heritage Act 2007 erlassen. Dieses Gesetz erlaubt eine neue Klasse von Nationalparks, national park (Cape York Peninsula Aboriginal land); national park (CYPAL) genannt, auf der Cape-York-Halbinsel einzurichten. Diese Gesetzesregelungen beziehen sich sowohl auf existierende als auch auf geplante Nationalparks und auf nicht verteiltes staatliches Land, sofern Widmungen und Verwaltungen durch die traditionellen Eigentümer vorliegen.
Den traditionellen Eigentümern, die durch einen Land Trust vertreten sein müssen, wird das Land entsprechend einem Aboriginal freehold title durch das Department for Sustainability, Climate Change and Innovation ständig übertragen, sofern sie dieses Land als Nationalpark entsprechend den Regeln der CYPAL verwalten. Hierzu ist die Vorlage eines Managementplans und ein Indigenous Management Agreement erforderlich. Ausgenommen von diesen Regelungen sind der Daintree-Nationalpark, Cedar-Bay-Nationalpark und Black-Mountain-Nationalpark.
Die traditionellen Eigentümer erhalten Unterstützungen durch das zuständige Ministerium für vertraglich vereinbarte Arbeiten, kommerziellen Tourismus und für die Beschäftigung indigener Ranger.
Zur Koordination werden Regional Protected Area Management Committee (RPAMC) eingerichtet, die aus regionalen Komitees oder indigenen regionalen Organisationen zusammengesetzt sind und mit dem zuständigen Ministerium zusammenarbeiten.
Der erste Nationalpark, der im Juli 2008 nach diesem Gesetz errichtet wurde, war der Lama-Lama-Nationalpark.